# Tour della nazionale maschile di rugby a 15 del Sudafrica 1981
The 1981 Springbok Tour (conosciuto in Nuova Zelanda come The Tour) fu un controverso tour della Nuova Zelanda da parte della nazionale di rugby del Sudafrica.
La politica della separazione razziale (apartheid) aveva trasformato il paese sudafricano in un "paria", e gli altri paesi avevano fortemente scoraggiato le federazioni sportive ad avere contatti con il paese africano. Il Sudafrica era stato espulso dal Comitato olimpico internazionale nel 1960, proprio a causa di questi problemi politici, e sarebbe stato riammesso solo nel 1992, al termine dell'apartheid.
Alcuni sport, al di fuori o al margine del movimento olimpico, mantenevano contatti col Sudafrica; tra questi, l'automobilismo, il rugby e il Cricket.
In realtà l'International Rugby Board, ossia la federazione internazionale di rugby, era membro del CIO, ma non tutte le federazioni nazionali erano membri dei rispettivi comitati nazionali. Tra questi, appunto, la Nuova Zelanda.
Il "rugby a 15" era (ed è) lo sport più popolare in Nuova Zelanda, e gli Springboks sudafricani erano considerati il loro più temibile avversario. Ci furono molte divisioni politiche nel paese ospitante ma, alla fine, gli Springboks poterono recarvisi in tour.

## Quadro storico-sportivo
Sin dall'indomani delle guerre boere (inizio del XX secolo), fu il rugby a riunire almeno in parte le due componenti bianche del Sudafrica, quella d'origine calvinista olandese-tedesca-belga (i cosiddetti "Boeri" o "Afrikaner") e quella di origine anglosassone.
Questo sport era diventato il vero e proprio collante nazionale e di un'identificazione dei bianchi contro i neri. Esistevano in Sudafrica più federazioni di rugby. La SARB ("Board") Bianca, la SARA ("Association") e la SARF ("Federation") aperte ai neri e poi confluite nella SARU ("Union"). L'uso strumentale del Rugby a sostegno della politica razziale attirò verso questo sport la nomea di sport "razzista".
Nel 1960 la Nuova Zelanda si recò in tour in Sudafrica, malgrado fosse stato vietato ai giocatori Maori di prenderne parte. Le forti polemiche che seguirono portarono gli All Blacks a disertare il Sudafrica sino al 1970, quando i giocatori Maori vennero ammessi con l'ipocrita definizione di "Bianchi onorari".
Nel 1969 nacque l'Halt All Racist Tours (HART), che riuscì nel 1973 a far cancellare dal governo laburista di Norman Kirk il previsto tour degli Springbocks.
La NZRU protestò contro l'interferenza della politica nello sport.
Il massimo problema si raggiunse nel 1976, quando 33 paesi africani disertarono le Olimpiadi di Montreal, dopo aver chiesto sanzioni contro la Nuova Zelanda.: in quei giorni infatti gli All Blacks erano in tour in Sudafrica, con la bendezione del nuovo governo conservatore. La situazione era ingarbugliata.
Secondo i regolamenti olimpici, il CIO non poteva agire contro l'International Rugby Board (membro del CIO) ma chiedere l'intervento del comitato olimpico neozelandese, che si dichiarò però impedito ad agire perché la locale federazione di rugby non era sua affiliata.
Nel 1977 fu raggiunto tra i paesi del Commonwealth il Gleneagles Agreement, che prevedeva di scoraggiare rapporti sportivi col Sudafrica.
Negli anni successivi, ogni tour sudafricano all'estero o di una rappresentativa di rugby straniera in Sudafrica scatenava polemiche. Nel 1980 l'Argentina affrontò gli Springboks schierandosi sotto le mentite spoglie di una selezione chiamata Sudamérica XV, con la convocazione, di fatto simbolica, di un giocatore uruguayano e di uno cileno.
Nel 1979 una selezione internazionale, denominata "World XV" venne inviata in Sudafrica. Si trattava di una iniziativa privata che scatenò polemiche. Ancora nel 1979 venne creata una selezione mista di bianchi e neri, chiamata South African Barbarians che venne inviata in Francia per un Tour. Questa volta le polemiche nacquero in Sudafrica, dove gli estremisti bianchi portarono in parlamento la battaglia contro questa "promiscuità razziale".
In ogni caso la decisione presa dalla New Zealand Rugby Football Union, di permettere il tour, trovò di fatto l'assenso del governo neozelandese, il cui leader Robert Muldoon, espresse la sua posizione di non interferenza della politica nello sport.
La decisione scatenò le proteste degli oppositori neozelandesi all'apartheid, in particolare degli attivisti maori che chiesero di fermare gli incontri. Cosa che avvenne in due casi, ma si creò una spaccatura nella società neozelandese.
Gli scontri di piazza furono i più cruenti della storia neozelandese, ma senza morti.

## Il Tour
Ormai le pressioni politiche erano così forti, anche da parte dei paesi africani, che addirittura il primo ministro australiano Malcolm Fraser rifiutò il permesso all'aereo che trasportava gli Springboks di transitare per uno scalo sul territorio australiano.
I sudafricani arrivarono in Nuova Zelanda il 19 luglio 1981. Alcuni tifosi di rugby sostenevano la separazione tra sport e politica, mentre gli attivisti maori e dell'HART sostenevano che permettere il tour era solo una mossa politica del primo ministro per garantire al suo partito il National Party di assicurarsi i voti nelle zone rurali per le elezioni politiche che si sarebbero svolte di lì a poco (e che in effetti furono vinte)
Lo scontro fu forte: I sostenitori del rugby riempivano gli stadi mentre I contestatori assediavano le strade circostanti, riuscendo anche ad invadere il campo in una occasione e fermare il gioco.
Inizialmente fu attuata una forma di protesta non violenta basata sulla disobbedienza civile, ma anche con azioni dirette. La polizia neozelandese creò due unità speciali ("rossa" e "blu" ). Per la prima volta la polizia venne dotata di tenute anti sommossa con scudi ed elmetti con visiera e manganelli.
A Gisborne, i contestatori cercarono di entrare nello stadio da un'apertura ma alcuni spettatori e la sicurezza interna dello stadio, riuscirono ad evitare l'interruzione del match. Alcuni contestatori furono feriti dai manganelli della polizia.
Al Lancaster Park di Christchurch, alcuni contestatori riuscirono ad attraversare il cordone di sicurezza e riuscirono ad invadere il terreno. Furono portati via a forza anche da alcuni spettatori.
Seguì un lungo assedio attorno allo stadio che rese impossibile per ore lo sfollamento degli spettatori.
Al Rugby Park di Hamilton circa 350 contestatori invasero il campo dopo aver aperto la rete di recinzione. Cinquanta di essi furono arrestati per un'ora. Poco dopo si sparse la voce che un piccolo aereo pilotato da una persona malata di mente si stava avvicinando allo stadio. La partita venne annullata.
Ci furono scontri tra bande di contestatori e giovani sostenitori fuori della stazione di polizia di Hamilton.
Ci fu quindi una protesta sotto forma di pacifico "sit-in", dispersa con la forza a Wellington, la settimana successiva. Molti contestatori vennero assaliti e colpiti da manganellate alla testa. Questo portò ad un inasprirsi ulteriore dello scontro con i contestatori che si recavano alle manifestazioni indossando caschi da motociclista.
Di fronte all'opinione pubblica che cominciava a considerare eccessiva anche la repressione della polizia e di fronte anche al sabotaggio di una stazione di ripetitori telefonici, il governo dovette fare delle concessioni, mentre i campi di gioco venivano circondati da fili spinati.
Durante l'ultimo incontro tra All Blacks e Sudafrica un piccolo aeroplano apparve sopra lo stadio di Auckland gettando sacchetti pieni di farina che colpirono anche un giocatore.
Furono mostrate anche immagini di pacifici dimostranti colpiti dalla polizia. In effetti, malgrado il risalto sulle proteste più violente, la maggior parte delle proteste avvenne senza incidenti.
Alcune delle proteste avevano lo scopo di collegare le proteste contro le discriminazioni razziali in Sudafrica, con le discriminazioni contro i Maori in Nuova Zelanda., che erano negate dalla maggioranza bianca e dal governo.
Lasciata la Nuova Zelanda, gli Springboks si recarono negli Stati Uniti dove concessero per la prima volta il test match alle Eagles, davanti a una platea di 30 spettatori, minimo storico imbattuto di un incontro internazionale di rugby.
Alcune fonti riferiscono che le squadre dovettero pulire il campo dagli escrementi di cavallo prima della partita, essendo il campo destinato a incontri di polo.

## I risultati

### Itest match
| Arbitro: | Laurie M. Prideaux |

|                             |      |          |
| Rollerson M. Shaw S. Wilson | mt   | Bekker   |
| Rollerson                   | tr   | N. Botha |
|                             | c.p. | N. Botha |

| Arbitro: | Clive Norling |

|            |      |              |
|            | mt   | Germishuys   |
|            | tr   | N. Botha     |
| Hewson (4) | c.p. | N. Botha (5) |
|            | drop | N. Botha     |

| Arbitro: | Clive Norling |

|                      |      |              |
| Knight S. Wilson     | mt   | Mordt (3)    |
| Rollerson            | tr   | N. Botha (2) |
| Hewson (3) Rollerson | c.p. | N. Botha (3) |
| Rollerson            | drop |              |

| Arbitro: | Don Morrison |

|        |      |                                                 |
| Walton | mt   | Beck Burger Geldenhuys Germishuys (2) Mordt (3) |
|        | tr   | N. Botha (3)                                    |
| Smith  | c.p. |                                                 |

### Gli altri incontri
| Gisborne 22 luglio 1981 | Poverty Bay | 6 – 34 referto | Sudafrica XV | Rugby Park |

| New Plymouth 29 luglio 1981 | Taranaki | 9 – 34 referto | Sudafrica XV | Yarrow Stadium |

| Palmerston North 1º agosto 1981 | Manawatu | 19 – 31 referto | Sudafrica XV | Palmerston North Showgrounds |

| Whanganui 5 agosto 1981 | Wanganui | 9 – 45 referto | Sudafrica XV | Cooks Gardens |

| Invercargill 8 agosto 1981 | Southland | 6 – 22 referto | Sudafrica XV | Rugby Park Stadium |

| Dunedin 11 agosto 1981 | Otago | 13 – 17 referto | Sudafrica XV | Carisbrook |

| Nelson 22 agosto 1981 | Nelson Bays | 0 – 83 referto | Sudafrica XV |  |

| Napier 25 agosto 1981 | Māori All Blacks | 12 – 12 referto | Sudafrica XV | McLean Park\| Arbitro: \| Brian Duffy[8] \| |
| Arbitro:              | Brian Duffy      |                 |              |                                             |

| Rotorua 2 settembre 1981 | Bay of Plenty | 24 – 29 referto | Sudafrica XV | Rotorua International Stadium |

| Auckland 5 settembre 1981 | Auckland | 12 – 39 referto | Sudafrica XV | Eden Park |

| Whangarei 8 settembre 1981 | North Auckland | 10 – 19 referto | Sudafrica XV | Okara Park |

| Racine 19 settembre 1981, ore 9:45 UTC-6 | Midwest RFU | 12 – 46 referto | Sudafrica XV |  |

| Albany 22 settembre 1981 | Eastern RFU | 0 – 41 referto | Sudafrica XV | Bleecker Stadium |

## Successivamente
Malgrado la riconferma del governo Muldoon nelle successive elezioni del 1981, la sua maggioranza in parlamento si ridusse ulteriormente da 4 a un seggio e per di più il suo National Party, ottenne, come già nel 1978, meno voti, del partito laburista.
La NZRFU continuò a perseguire la sua politica e nel 1985 propose un tour degli All Blacks in Sud Africa. Due avvocati intentarono una causa dimostrando che con quel tour si violava lo statuto della stessa federazione, ove esso ribadiva tra i suoi scopi la promozione dell'immagine del rugby e della Nuova Zelanda in generale.
La corte suprema neozelandese fermò questo tour.
Gli All Blacks non visitarono più ufficialmente il Sud Africa sino alla fine del regime dell'apartheid (1990 - 1994), anche se nel 1986 venne un tour non ufficiale si svolse ad opera di una squadra "privata" formata da molti giocatori ma non tutti della nazionale. Si trattava dei New Zealand Cavaliers, anche se all'interno del Sud Africa venivano talvolta indicati come All Blacks o Silver Fern (felce argentata)
Per la prima volta, probabilmente il rugby in Nuova Zelanda era diventato un motivo di imbarazzo più che di orgoglio. Sei anni dopo sarà la vittoria nella Coppa del mondo a ridare lustro ed orgoglio ad uno sport peraltro in crisi per la concorrenza del Rugby league.

### Il Tour nella cultura neozelandese
- Un famoso artista Ralph Hotere dipinse una serie di dipinti con una Black Union Jack per protesta contro il tour.
- Il regista Merata Mita realizzò un documentario Patu! che raccontava il tour da una prospettiva politica di sinistra.
- John Broughton scrisse un'opera teatreale, 1981 nella quale una famiglia veniva divisa dalle differenti opinioni sul tour.
- Ross Meurant, comandante della squadra di polizia "Rossa" pubblicò nel 1982 un libro Red Squad Story, con un punto di vista ovviamente conservatore.. ISBN 0-908630-06-9
- Nel 1984 Geoff Chapple pubblicò 1981: The Tour, un libro che raccontava il tour da una prospettiva fedele ai contestatori. ISBN 0-589-01534-6
- Nel 1999 Glenn Wood nella sua biografia "Cop Out" raccontò il tour da un punto di vista di un poliziotto di pattuglia. ISBN 0-908704-89-5
- David Hill, scrittore neozelandese ha scritto un libro, The Name of the Game, che narra le controversie personali di uno studente.. ISBN 0-908783-63-9
- Tom Newnham nel libro By Batons And Barbed Wire raccolse molte fotografie e documenti di protesta. ISBN 0-473-00253-1 (hardback). ISBN 0-473-00112-8 (paperback)
- Il documentario 1981: A Country At War, racconta il tour da varie prospettive